# 中山康樹
中山 康樹（なかやま やすき、1952年5月8日 - 2015年1月28日）は、日本の音楽評論家。

## 来歴
『スイングジャーナル』編集長を経て音楽評論家に転身。元々ジャズの評論家であったが、ロックにも造詣が深く、ビートルズ、ビーチ・ボーイズ、ボブ・ディランなどに関する著書を出している。ビートルズやジョン・レノンの評論の中ではオノ・ヨーコに批判的である
。
ジャズ関係には『マイルスを聴け！！』『ジャズの名盤入門』『硬派ジャズの名盤50』などがある。2009年末から2010年にかけて出版社5社から新書によるマイルス・デイヴィス研究（評伝）の5部作を刊行した。
晩年は「ジャズ史の見直し＝現代の視点からジャズ史を再解釈すること」に取り組んでいた。
2015年1月28日、悪性リンパ腫のため死去。闘病生活は約2年間続いたとのこと。享年62歳。

## 著書

### スイングジャーナル関連
- 『音楽中心生活』径書房、1996年11月
- 『スイングジャーナル青春録 大阪編』径書房、1998年3月
  - 『スイングジャーナル青春録 東京編』径書房、1999年10月
- 『リッスン : ジャズとロックと青春の日々』講談社〈講談社文庫〉、2007年3月[注釈 1]
- 『スイングジャーナル時代の中山康樹』シンコーミュージック、2018年11月（没後出版）

### マイルス・デイヴィス関連
- 『マイルスを聴け！！』径書房、1992年5月
  - 『マイルスを聴け！！ 増補最新版』径書房、1995年1月
  - 『新・マイルスを聴け！！』径書房、1997年4月
  - 『マイルスを聴け！ 2001』双葉社〈双葉文庫〉、2000年10月
  - 『マイルスを聴け！ 増補改訂版 Version 5』双葉社、2002年9月
  - 『マイルスを聴け！ Version 6』双葉社〈双葉文庫〉、2004年9月
  - 『マイルスを聴け！ Version 7』双葉社〈双葉文庫〉、2006年9月
  - 『マイルスを聴け！ Version 8』双葉社〈双葉文庫〉、2008年9月
  - 『新マイルスを聴け！ アコースティック1945-1967』 双葉社〈双葉文庫〉、2011年6月
- 『ビッチェズ・ブリュー : エレクトリック・マイルスのすべて』廣済堂出版、1994年7月
- 『マイルス・デイヴィス』講談社〈講談社現代新書〉、2000年2月
- 『マイルス・デイヴィス : コンプリート・ディスコグラフィー』双葉社、2000年11月
- 『マイルス・デイヴィス完全入門 : ジャズのすべてがここにある』ベストセラーズ〈ベスト新書〉2001年8月
- 斎藤実、杉田宏樹、後藤雅洋、佐藤良平との共著『マイルス・デイヴィス』東京FM出版〈地球音楽ライブラリー〉、2002年10月
- 『マイルス海賊盤（ブートレグ）ベスト50 : 本当のマイルスがわかるウラ名盤入門！』宝島社〈別冊宝島〉、2004年1月
- 『マイルスに訊け！』イースト・プレス 、2007年5月
- 後藤雅洋、村井康司との共著『ガチンコ勝負！ 白熱MILES鼎談』プリズム〈プリズム・ペーパーバックス〉、2008年10月
- 『マイルス・デイヴィス青の時代』集英社〈集英社新書〉、2009年12月（マイルス研究5部作の1）
- 『マイルスの夏、1969』扶桑社〈扶桑社新書〉2010年1月、（マイルス研究5部作の2）
- 『マイルスVSコルトレーン』文芸春秋〈文春新書〉、2010年3月（マイルス研究5部作の3）
- 『エレクトリック・マイルス1972‐1975 :「ジャズの帝王」が奏でた栄光と終焉の真相』ワニブックス〈PLUS新書〉、2010年6月（マイルス研究5部作の4）
- 『マイルス・デイヴィス 奇跡のラスト・イヤーズ』小学館〈小学館101新書〉、2010年10月（マイルス研究5部作の5）
- 『マイルス・デイヴィス『アガルタ』『パンゲア』の真実』河出書房新社、2011年3月
- 『マイルス・デイヴィスとジミ・ヘンドリックス : 風に消えたメアリー』イースト・プレス、2014年7月

### ビル・エヴァンス関連
- 『ビル・エヴァンスについてのいくつかの事柄』河出書房新社、2005年3月。
のち改訂版、2010年12月。
- 『ビル・エヴァンス名盤物語』音楽出版社〈CDジャーナルムック〉、2005年5月
- 『エヴァンスを聴け！』ロコモーションパブリッシング、2005年10月
- 『新・エヴァンスを聴け！』 ゴマブックス〈ゴマ文庫〉、2007年12月
- 『ビル・エヴァンスを知る名盤50選』廣済堂出版、2010年9月

### ジャズ入門書
- 『超ジャズ入門』集英社〈集英社新書〉、2001年9月
- 『ジャズを聴くバカ、聴かぬバカ：超裏口入門編』ベストセラーズ、2002年7月
- 『超ブルーノート入門：ジャズの究極・1500番台のすすめ』集英社〈集英社新書〉、2002年10月
  - 『超ブルーノート入門完結編：4000番台の至福』集英社〈集英社新書〉2004年1月
- 『JAZZ“名盤”入門！：100人のジャズジャイアンツ』後藤雅洋、村井康司との共編、宝島社〈別冊宝島〉、2003年7月。
のち改訂・新書化『JAZZ“名盤”入門！』宝島社〈宝島社新書〉、2006年3月。
- 『JAZZ聴きかた入門！』宝島社〈宝島社新書〉、2003年9月
- 『ジャズの名盤入門』講談社〈講談社現代新書〉、2005年9月
- 『大人のジャズ再入門：マイルスとブルーノートを線で聴く』朝日新聞社〈朝日選書〉、2006年5月
- 『ジャズ“ライヴ名盤”入門！』宝島社〈宝島社新書〉、2006年12月
- 『挫折し続ける初心者のための最後のジャズ入門』幻冬舎〈幻冬舎新書〉、2007年1月
- 『JAZZ“名曲”入門！：100名曲を聴く名盤340枚』後藤雅洋、村井康司との共編、宝島社、2007年4月

### ジャズ関連その他
- 岩浪洋三、寺島靖国との共著『ジャズ地獄への招待状』径書房、1992年7月
- 寺島靖国、野口伊織、大西米寛との共著『吉祥寺JAZZ物語』日本テレビ出版部、1993年4月
- 『JAZZ名盤名勝負』廣済堂出版、1993年11月。
のち加筆・改題『ジャズ名盤を聴け！』双葉社〈双葉文庫〉、2001年5月。
- ピーター・バラカン、市川正二との共著『ジャズ・ロックのおかげです』径書房、1994年10月
- 後藤雅洋、村井康司との共著『JAZZ“名演”ザ・ベストCD』宝島社〈別冊宝島〉、2004年4月
- 後藤雅洋、村井康司との共著『ジャズ構造改革 : 熱血トリオ座談会』彩流社、2006年2月
- ジャズ・ストリート（井上章一、後藤雅洋、杉田宏樹、林建紀、原田和典、村井康司、吉井誠一郎）との共著『読んでから聴け！：ジャズ100名盤』朝日新聞社〈朝日新書〉、2007年12月
- 『ジャズメンとの約束』集英社〈集英社文庫〉、2008年3月
- 『ブルーノート名盤 其の壱《鍵弦打編》』プリズム〈プリズム・ペーパーバックス〉、2009年1月
  - 『ブルーノート名盤 其の弐《管楽器編》』プリズム〈プリズム・ペーパーバックス〉、2009年4月
- 『リヴァーサイド・ジャズの名盤50』双葉社〈双葉文庫〉、2010年6月
- 『硬派ジャズの名盤50』祥伝社〈祥伝社新書〉、2011年7月
- 『ジャズ・ヒップホップ・マイルス』NTT出版〈ライブラリーレゾナント〉、2011年9月
- 『黒と白のジャズ史』平凡社、2011年10月
- 『かんちがい音楽評論［JAZZ編］』彩流社、2012年1月
- 『LA・ジャズ・ノワール：失われたジャズ史の真実』河出書房新社、2012年2月
- 『キース・ジャレットの頭のなか』シンコーミュージック、2013年12月
- 『キース・ジャレットを聴け！』河出書房新社、2014年4月
- 『現代ジャズ解体新書：村上春樹とウィントン・マルサリス』廣済堂出版〈廣済堂新書〉、2014年6月
- 『ジャズの歴史：100年を100枚で辿る』講談社〈+α新書〉、2014年10月
- 『ウィントン・マルサリスは本当にジャズを殺したのか？』シンコーミュージック、2015年7月（没後）

### ビートルズ関連
- 『ビートルズを笑え！』廣済堂出版 1998年8月。
のち改題『ビートルズ笑撃の裏入門』ヤマハミュージックメディア、2009年9月。
- 『超ビートルズ入門』音楽之友社、2002年6月
- 『これがビートルズだ』講談社〈講談社現代新書〉、2003年3月
- 藤本国彦との共著『史上最強の超雑学：徹底攻略！超難問集 ビートルズ編』YMM、2003年6月
- 斉藤早苗との共著『ザ・ビートルズ“Let It Be…Naked”』宝島社〈別冊宝島〉、2003年11月
- 『ビートルズ全曲制覇 完結編』枻出版社〈えい文庫〉、2004年9月
- 小川隆夫との共著『ビートルズ アメリカ盤のすべて』集英社インターナショナル 2004年11月
- 『ビートルズの謎』講談社〈講談社現代新書〉、2008年11月
- 『ビートルズとアメリカ・ロック史 : フォーク・ロックの時代』河出書房新社、2009年10月
- 『ビートルズとボブ・ディラン』光文社〈光文社新書〉、2010年5月
- 『さよならビートルズ』双葉社〈双葉新書〉、2012年7月
- 『ビートルズ「解体」新書』廣済堂出版〈廣済堂新書〉2012年8月
- 『誰も知らなかったビートルズとストーンズ』双葉社〈双葉新書〉、2013年4月
- 『誰も書かなかったビートルズ』シンコーミュージック、2015年11月（没後）

### ロック関連その他
- 『サマー・デイズ : ビーチ・ボーイズに捧ぐ』廣済堂出版、1997年2月
- 宇田和弘、村井康司、恩蔵茂、鈴木カツ、小川隆夫、末次安里、津田和久との共著『ボブ・ディランとともに時代を駆けた20世紀のロック名盤300』旬報社〈まんぼうシリーズ〉、2000年5月
- 『ペット・サウンズ : ビーチ・ボーイズ』双葉社、2001年2月
- 『超ボブ・ディラン入門』音楽之友社、2003年4月。
のち改題『超入門 ボブ・ディラン』プリズム〈プリズム・ペーパーバックス〉、2008年8月。
のち改題『超ボブ・ディラン入門』光文社〈知恵の森文庫〉、2017年2月。
- 『ビーチ・ボーイズのすべて』枻出版社〈えい文庫〉、2003年9月
- 『ディランを聴け！！』旬報社、2000年4月。
のち講談社〈講談社文庫〉、2004年8月。
- 『ジョン・レノンを聴け！』集英社〈集英社新書〉、2005年11月
- 『クワタを聴け！』集英社〈集英社新書〉、2007年2月
- 『ミック・ジャガーは60歳で何を歌ったか』幻冬舎〈幻冬舎新書〉、2009年3月
- 『ビートルズから始まるロック名盤』講談社〈講談社文庫〉、2009年9月。
のち『ビートルズから始まるロック名盤 増補・改訂版』廣済堂出版〈廣済堂新書〉、2013年10月。
- 『愛と勇気のロック50 : ベテラン・ロッカーの「新作」名盤を聴け！』小学館〈小学館文庫〉、2009年12月
- 『ジョン・レノンから始まるロック名盤』講談社〈講談社文庫〉、2010年11月
- 『伝説のロック・ライヴ名盤50』講談社〈講談社文庫〉、2011年8月
- 『ローリング・ストーンズを聴け！』集英社インターナショナル、2012年7月
- 『ローリング・ストーンズ全曲制覇』シンコーミュージック 、2012年11月
- 『ローリング・ストーンズ解体新書』廣済堂出版〈廣済堂新書〉、2013年2月
- 『ブリティッシュ・ロックの真実』河出書房新社 、2013年11月
- 『ボブ・ディラン解体新書』廣済堂出版〈廣済堂新書〉、2014年1月
- 『ロックの歴史』講談社〈講談社現代新書〉、2014年6月

### 音楽以外
- 『氷だけで禁煙できた！』廣済堂出版〈健康人新書〉、2008年3月

## 監修書
- マイルス・デイヴィス『マイルス・デイビスの絵画（THE ART OF MILES DAVIS）』日本テレビ、1992年8月
- クインシー・トループ『マイルス・アンド・ミー：帝王の素顔』中山啓子訳、河出書房新社、2001年1月
- カーン・アシュリー『カインド・オブ・ブルーの真実』中山啓子訳、プロデュース・センター出版局、2001年9月
- 『ビーチ・ボーイズ』東京FM出版〈地球音楽ライブラリー〉、2001年11月
- 『ビーチ・ボーイズ：永遠の夏永遠のサーフィンU.S.A』河出書房新社〈KAWADE夢ムック〉、2002年7月
- ヘレン・ラファロ・フェルナンデス『スコット・ラファロ：その生涯と音楽』吉井誠一郎訳、国書刊行会、2011年3月
- ポール・メイハー、マイケル・ドーア『マイルス・オン・マイルス：マイルス・デイヴィス インタヴュー選集』中山啓子訳、宝島社、2011年8月

## 訳書
- マイルス・デイヴィス、クインシー・トゥループ 『MILES：マイルス・デイビス自叙伝(上)(下)』JICC出版局、1990年4月。
のち新装版『完本 マイルス・デイビス自叙伝』JICC出版局〈ON MUSIC〉、1991年10月。
のち『マイルス・デイビス自叙伝(I)(II)』宝島社〈宝島社文庫〉、1999年12月。
のち改題『マイルス・デイヴィス自伝』シンコーミュージック、2015年3月。
- ブライアン・ウィルソン、トッド・ゴールド 『ブライアン・ウイルソン自叙伝：ビーチボーイズ光と影』中山啓子と共訳、径書房、1993年5月